# Biełaja Gora
Biełaja Gora – osiedle typu miejskiego w Rosji, w Jakucji. W 2010 roku liczyło 2245 mieszkańców.